# Alboglossiphonia intermedia
Alboglossiphonia intermedia (лат.) — вид плоских пиявок (Glossiphoniidae).

## Название
Видовой эпитет intermedia в переводе с латыни обозначает «промежуточная».

## Описание
Общая длина Alboglossiphonia intermedia в растянутом состоянии достигает 33 мм, в сжатом — 14 мм; ширина до 6 мм. Тело плоское, широкое, с сужением в передней части, гладкое, в задней части с небольшими светлыми сосочками. Эти сосочки располагаются на 3 кольце каждого сегмента по 4 штуки, организуясь в четрые ряда, занимающих парамедиальное и парамаргинальное положение.
Окраска тела полупрозрачная, голубовато-серого оттенка в передней части и желтоватого в задней, сквозь покровы просвечивает пищеварительная система, преимущественно обладающая зеленоватым оттенком (последняя пара карманов желудка у одной из особей имела красновато-коричневую окраску).
Тело сегментированное, суммарно включает около 70 колец. Сегменты I—II и XXVII состоят из 1 кольца, сегменты XXV—XXVI — из двух колец, сегменты III—XXIV — из трёх колец. Первые 8 колец слагают переднюю присоску, причём последнее образует её «губу». Ротовое отверстие открывается несколько кпереди от центра передней присоски, в задней части III сегмента.
Передняя пара глаз выражена слабо, может не наблюдаться вовсе либо быть представленной единственным глазным пятном на границе 3 и 4 колец. Две задние пары глаз занимают сегмент IV (пятое кольцо) и сегмент V (шестое кольцо) соответственно.
Пищеварительная система сквозная. Хоботок занимает положение от 14 до 27 кольца (около 2 мм длиной) во втянутом состоянии и составляет треть ширины тела, переходя в узкий и короткий (занимает 2 кольца) пищевод в области мужской гонопоры. Желудок с 6 парами карманов (отростков) в XIV—XIX сегментах, причём последняя пара карманов сильно вытянута и образует лопасти. Кишечник с 4 парами коротких неветвистых карманов в сегментах XIX—XXII (первая пара отходит от пищеварительного тракта в области XX сегмента, но затем выдаётся несколько вперёд). Анальное отверстие открывается между 2 и 3 кольцами, считая от задней присоски. Длина задней присоски несколько превосходит ширину.
Гермафродиты. Имеются семенной и яйцевой мешки. Мужское и женское половые отверстия (гонопоры) разделены 1 кольцом (расположены на границах 27/28 и 28/29 колец соответственно). Семенных мешков 6 пар.

## Образ жизни
Обнаружена в пруду, образованном руслом ручья Орфан-Скул-Крик (Фэрфилд, Австралия) под погружёнными в воду древесными остатками. Единственным видом, также найденным в этом водоёме в ходе сборов материала, была Bithynia australis (пресноводный брюхоногий моллюск).
Отмечается высокая степень подвижности вида.

## Таксономия
Изначально вид был описан Э. Дж. Годдардом в составе рода Glossiphonia. В дальнейшем был перенесён в род Alboglossiphonia.
Описание вида произведено в 1909 году на основании обнаружения 2 особей. С тех пор этот вид ни разу не исследовался. Молекулярные данные отсутствуют. На основании морфологических и зоогеографических соображений, сближается с такими видами, как Alboglossiphonia australiensis, Alboglossiphonia conjugata, Alboglossiphonia mesembrina, Alboglossiphonia multistriata, Alboglossiphonia novaecaledoniae. В частности, для всех этих видов характерно наличие 1 кольца между гонопорами и распространение в Африке, Австралии и Южной Америке.